# 多姆斯
多姆斯（domus）在拉丁語中是「家宅」或「家庭」之意。在古羅馬時期，多姆斯是上流階級和中流階級公民的住宅，廣泛分佈在羅馬帝國的各城市。現代英語中的「domestic」一詞即起源自多姆斯。富裕的羅馬人除了在市區擁有多姆斯之外，還在郊外擁有羅馬別墅。特別是在羅馬帝國後期，在別墅居住的羅馬人增加，別墅的規模也越來越大，有的別墅還搭建圍牆，就像一座小城。經營階層的多姆斯大多裝飾華麗。與之相對的是平民階級的羅馬人只能住在因蘇拉。